# Joan Evangelista Jarque i Jutglar
Joan Evangelista Jarque i Jutglar (Barcelona, 1927 - Barcelona, 11 de setembre de 2019) va ser un sacerdot, teòleg i periodista català, fundador de Catalunya Cristiana i prior de la Capella de Sant Jordi del Palau de la Generalitat durant més de 42 anys per nomenament del president Josep Tarradellas.
Germà de Josep Maria Jarque i Jutglar i format al Seminari de Barcelona va ser nomenat capellà el 1951 i després va estudiar a Friburg de Brisgòvia, a Suïssa, on obtingué el doctorat en Teologia el 1969 amb una tesi en teologia pastoral amb Karl Rahner i Romano Guardini sobre Pierre Teilhard de Chardin. Després de ser vicari en diverses parròquies i rector de Pontons, va ser consiliari dels Minyons Escoltes i el 1963 fou elegit consiliari general del Moviment Internacional d'Intel·lectuals Catòlics Pax-Romana. En aquells anys va exercir la docència a l'Escola del Mar, Betània i d'altres centres, participant de la renovació pedagògica a Catalunya. Jarque dominava diverses llengües i va ser gran amic del bisbe Joan Carrera i Planas. Va formar part, entre 1969 i 1972 a Roma, de la Comissió Pontifícia de Mitjans de Comunicació Social. Des del 1972 va ser nomenat secretari general de la Unió Catòlica Internacional de Periodistes a Ginebra.
El 1975 es va traslladar a Barcelona. Amb la restitució de la Generalitat el 1977, una de les primeres decisions del president Josep Tarradellas va ser nomenar a Jarque prior de la Capella de Sant Jordi del Palau de la Generalitat, una responsabilitat que va tenir fins al juliol del 2019, quan fou rellevat pel sacerdot Josep Maria Turull. El 29 de setembre del 1979 va fundar amb Francesc Malgosa Riera el setmanari catòlic Catalunya Cristiana, que va dirigir fins al 1993. Es va inspirar en el diari catòlic francès La Croix. Amb el cardenal Narcís Jubany, va ser delegat d'Apostolat Seglar de la diòcesi de Barcelona, fou president de la Comissió Diocesana per l'Any Marià i va ser el coordinador de la visita de Joan Pau II del 1982 a Barcelona i Montserrat. Els últims mesos de la seva vida va viure a la Residència Sacerdotal Sant Josep Oriol de Barcelona. El 1994 fou nomenat canonge de la catedral de Barcelona. Publicà, entre d'altres, Foi en l'homme, l'apologétique de Teilhard de Chardin (tesi doctoral, 1969) i recopilà en el volum Ara mateix (2010), una gran part dels articles del bisbe Joan Carrera a Catalunya Cristiana.